# Boris Lissanevitch
Boris Lissanevitch (né le 4 octobre 1905 à Odessa et décédé le 20 octobre 1985 à Katmandou) est un danseur classique russe, aventurier, hôtelier et restaurateur. Ouvrant en 1951 le premier hôtel moderne à Katmandou, l'Hotel Royal, et organisant le premier voyage de groupe, il est considéré comme le pionnier du tourisme dans le Népal moderne.

## Biographie
Cadet de trois frères, Boris est né le 4 octobre 1905 à Odessa, ville qui fait alors partie de l’empire russe. Son arrière-grand-père, Grigory I. Lissanevitch, combat avec l’armée impériale russe à la bataille de la Moskova (1812).
À l'âge de 9 ans, Boris entre à l'Académie des cadets d'Odessa. En 1924, à 19 ans, il s'installe en France, ayant fui le nouveau régime russe. À Monte-Carlo, il épouse la danseuse de ballet nommée Kira Shcherbacheva (décédée en 2016). Cela le met en contact avec les Ballets russes de Serge de Diaghilev auxquels il participe jusqu’en 1929. Puis Lissanevitch part pour l'Amérique du Sud où il continue à danser, y compris à Londres et Milan.
Cependant, son visa de travail accordé par le Royaume-Uni expire. Il voyage avec des papiers d’identité, comme réfugié, octroyés par la Société des Nations. Dans les années 1930 il trouve du travail à Bombay d’où il rayonne à Ceylan (Sri Lanka), en Indochine, en Malaisie, à Shanghai. De retour en Inde il s’installe à Calcutta, la ville la plus brillante du Raj britannique.
Avec l'aide d’amis, il y fonde en 1936 le « Club 300 ». Il y aurait introduit le fameux plat « poulet à la Kiev ». En 1946 il quitte son Club 300 et se rend à New York, mais il est bientôt de retour en Inde. Rencontrant le roi Tribhuvan Shah du Népal, alors à Calcutta pour traitement médical, Lissanevitch aurait contribué à le mettre en contact avec Jawaharlal Nehru, premier ministre de l’Inde, qui intervint au Népal (1951) pour rétablir le pouvoir de la monarchie, accaparé par la dynastie des Ranas.
Revenu au pouvoir, le roi Tribhuvan invite Lissanevitch et sa femme au Népal pour le mariage de son fils Mahendra. Il y obtient même un emploi et est appelé comme consultant du nouveau gouvernement royal qui tente d’ouvrir le pays au monde extérieur. En partenariat avec le prince Basundhara, fils du roi Tribhuvan, Lissanevitch ouvre dès 1951 un hôtel moderne dans un des anciens palais des Ranas. C’est le premier hôtel de luxe du pays et son bar-restaurant : le « Yak and Yeti » devient bientôt le rendez-vous des étrangers, des conquérants de l’Everest et de la meilleure société népalaise. Toute la bonne société s’y retrouve. L'ambassade soviétique locale demande à Lissanevitch d'y organiser une réception pour Valentina Tereshkova.
À l'époque, les visas pour le Népal étaient difficiles à obtenir. Cherchant à ouvrir le pays aux visiteurs étrangers Lissanevitch convainc un groupe de 20 touristes de Calcutta, la plupart des femmes, de venir au Népal en 1955. Le roi Mahendra, frère du prince Basundhara et fréquent visiteur de l’Hôtel Royal, vient de monter sur le trône (1955) et il accorde les visas touristiques souhaités. C’est sans doute le premier voyage de groupe au Népal. Boris a tenu la première exposition d'artisanat du pays.
Subissant la concurrence d’hôtels qui s’ouvrent en grand nombre, l’Hôtel Royal ferme ses portes en 1969. Lissanevitch ouvre alors le restaurant « Yak and Yeti » au Lal Durbar, un autre palais des Ranas (sur Durbar Marg), avec un différent partenaire d'affaires. Cela reste le meilleur restaurant de cuisine continentale dans la capitale du Népal. En 1977 le Yak and Yeti devient un grand hôtel de luxe avec 150 chambres. Lissanevitch n’en est pas le propriétaire mais il en dirige le prestigieux restaurant The Chimney Room.
Boris Lissanevitch meurt à Katmandou le 20 octobre 1985. Il est enterré dans le cimetière de l’ambassade britannique.

## Fiction
- Dans le roman de Han Suyin The Moutain is Young (1958), une grande partie de l'action se passe à l’intérieur de l'Hotel Royal de Katmandou. Le directeur en est un certain Vassili, dont le rôle et le caractère sont nettement inspirés de la vie de Boris Lissanevitch.